# Antonio abate
Antonio abate (in greco antico: Ἀντώνιος?, Antṓnios, in latino Antonius, in copto Ⲁⲃⲃⲁ Ⲁⲛⲧⲱⲛⲓ), chiamato sant'Antonio il Grande, detto anche sant'Antonio d'Egitto, sant'Antonio del Fuoco, sant'Antonio del Deserto e sant'Antonio l'Anacoreta, (Qumans, 12 gennaio 251 – Deserto della Tebaide, 17 gennaio 356) è stato un abate ed eremita egiziano.
Contemporaneo di Paolo di Tebe, è considerato il fondatore del monachesimo cristiano e il primo degli abati; a lui si deve la costituzione in forma permanente di famiglie di monaci che sotto la guida di un padre spirituale, abbà, si consacrarono al servizio di Dio. La sua vita è stata tramandata dal suo discepolo Atanasio di Alessandria. È uno dei quattro Padri della Chiesa d'Oriente che portano il titolo di "Grande" insieme allo stesso Atanasio, a Basilio e a Fozio di Costantinopoli. È ricordato nel Calendario dei santi della Chiesa cattolica e da quello luterano il 17 gennaio, ma la Chiesa ortodossa copta lo festeggia il 31 gennaio che corrisponde, nel suo calendario, al 22 del mese di Tobi.

## Biografia

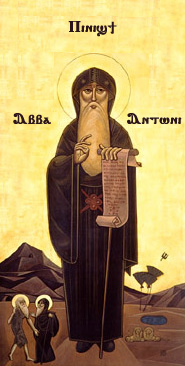
Icona raffigurante sant'Antonio abate.

La vita di Antonio abate è nota soprattutto attraverso la Vita Antonii pubblicata nel 357 circa, opera agiografica scritta da Atanasio, vescovo di Alessandria, che conobbe Antonio e fu da lui coadiuvato nella lotta contro l'arianesimo. L'opera, tradotta in varie lingue, divenne popolare tanto in Oriente quanto in Occidente e diede un contributo importante all'affermazione degli ideali della vita monastica. Grande rilievo assume, nella Vita Antonii, la descrizione della lotta di Antonio contro le tentazioni del demonio. Un significativo riferimento alla vita di Antonio si trova nella Vita Sancti Pauli primi eremitae scritta da san Girolamo negli anni 375-377. Vi si narra l'incontro, nel deserto della Tebaide, di Antonio con il più anziano Paolo di Tebe. Il resoconto dei rapporti tra i due santi (con l'episodio del corvo che porta loro un pane, affinché si sfamino, sino alla sepoltura del vecchissimo Paolo per opera di Antonio) vennero poi ripresi anche nei resoconti medievali della vita dei santi, in primo luogo nella celebre Legenda Aurea di Jacopo da Varazze.
Antonio nacque a Coma (l'odierna Qumans) il 12 gennaio del 251, figlio di agiati agricoltori cristiani. Rimasto orfano prima dei vent'anni, con un patrimonio da amministrare e una sorella minore cui badare, sentì ben presto di dover seguire l'esortazione evangelica: "Se vuoi essere perfetto, va', vendi quello che possiedi e dallo ai poveri". Così, distribuiti i beni ai poveri e affidata la sorella a una comunità femminile, seguì la vita solitaria che già altri anacoreti facevano nei deserti attorno alla sua città, vivendo in preghiera, povertà e castità.
Si racconta che ebbe una visione in cui un eremita come lui riempiva la giornata dividendo il tempo tra preghiera e l'intreccio di una corda. Da questo dedusse che, oltre alla preghiera, ci si doveva dedicare a un'attività concreta. Così ispirato condusse da solo una vita ritirata, dove i frutti del suo lavoro gli servivano per procurarsi il cibo e per fare carità. In questi primi anni fu molto tormentato da tentazioni fortissime, dubbi lo assalivano sulla validità di questa vita solitaria. Consultando altri eremiti venne esortato a perseverare. Gli consigliarono di staccarsi ancora più radicalmente dal mondo. Allora, coperto da un rude panno, si chiuse in una tomba scavata nella roccia nei pressi del villaggio di Coma. In questo luogo sarebbe stato aggredito e percosso dal demonio; senza sensi venne raccolto da persone che si recavano alla tomba per portargli del cibo e fu trasportato nella chiesa del villaggio, dove si rimise.

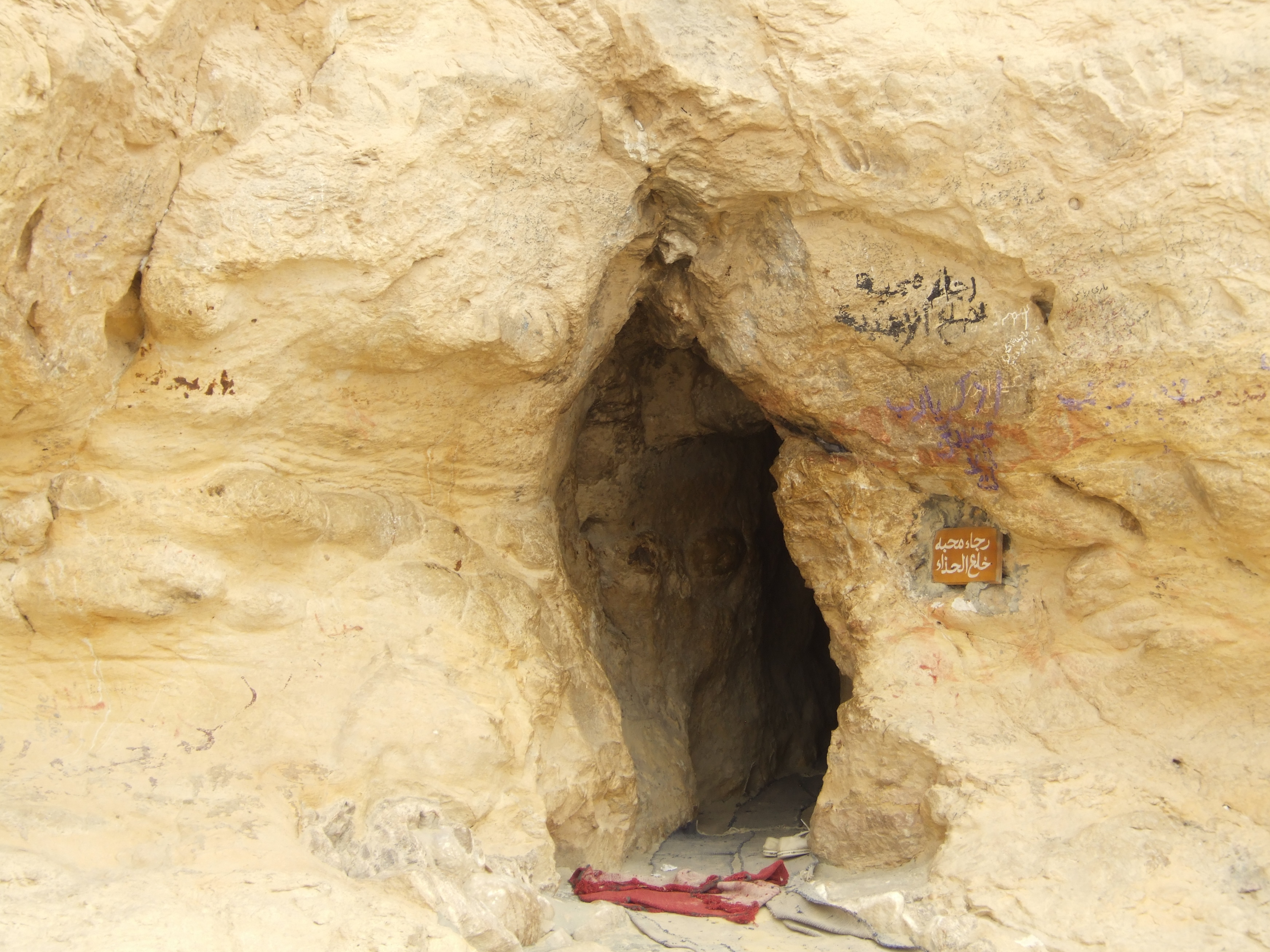
Grotta in cui viveva Antonio, sul monte che domina il suo monastero.

In seguito Antonio si spostò verso il Mar Rosso sul monte Pispir dove esisteva una fortezza romana abbandonata, con una fonte di acqua. Era il 285 e rimase in questo luogo per 20 anni, nutrendosi solo con il pane che gli veniva calato due volte all'anno. In questo luogo egli proseguì la sua ricerca di totale purificazione, pur essendo aspramente tormentato dal demonio. Con il tempo molte persone vollero stare vicino a lui e, abbattute le mura del fortino, liberarono Antonio dal suo rifugio. Antonio allora si dedicò a lenire i sofferenti operando, secondo tradizione, "guarigioni" e "liberazioni dal demonio".
Il gruppo dei seguaci di Antonio si divise in due comunità, una a oriente e l'altra a occidente del fiume Nilo. Questi Padri del deserto vivevano in grotte e anfratti, ma sempre sotto la guida di un eremita più anziano e con Antonio come guida spirituale. Antonio contribuì all'espansione dell'anacoretismo in contrapposizione al cenobitismo.
Ilarione (291-371) visitò nel 307 Antonio, per avere consigli su come fondare una comunità monastica a Majuma, città marittima vicino a Gaza dove venne costruito il primo monastero della cristianità in Palestina.
Nel 311, durante la persecuzione dell'imperatore Massimino Daia, Antonio tornò ad Alessandria per sostenere e confortare i cristiani perseguitati. Non fu oggetto di persecuzioni personali. In quell'occasione il suo amico Atanasio scrisse una lettera all'imperatore Costantino I per intercedere nei suoi confronti. Tornata la pace, Antonio, pur restando sempre in contatto con Atanasio e sostenendolo nella lotta contro l'arianesimo, visse i suoi ultimi anni nel deserto della Tebaide dove, pregando e coltivando un piccolo orto per il proprio sostentamento, morì all'età di 105 anni il 17 gennaio del 356. Venne sepolto dai suoi discepoli in un luogo segreto.
Per tutta la vita parlò copto, la lingua dei contadini egiziani, mentre ignorò il greco.

## Le reliquie
La storia della traslazione delle reliquie di sant'Antonio in Occidente si basa principalmente sulla ricostruzione elaborata nel XVI secolo da Aymar Falco, storico ufficiale dell'Ordine dei Canonici Antoniani.
Dopo il ritrovamento del luogo di sepoltura nel deserto egiziano, le reliquie sarebbero state prima traslate nella città di Alessandria. Ciò avvenne intorno alla metà del VI secolo: numerosi martirologi medievali datano la traslazione al tempo di Giustiniano (527-565). Poi, a seguito dell'occupazione araba dell'Egitto, sarebbero state portate a Costantinopoli (670 circa). Nell'XI secolo il nobile francese Jaucelin (Joselino), signore di Châteauneuf, nella diocesi di Vienne, le ottenne in dono dall'imperatore di Costantinopoli e le portò in Francia nel Delfinato.
Qui il nobile Guigues de Didier fece poi costruire, nel villaggio di La Motte aux Bois che in seguito prese il nome di Saint-Antoine-l'Abbaye, una chiesa che accolse le reliquie poste sotto la tutela del priorato benedettino che faceva capo all'abbazia di Montmajour (vicino ad Arles, in Provenza).
Nello stesso luogo si originò il primo nucleo di quello che poi divenne l'Ordine degli Ospedalieri Antoniani, la cui vocazione originaria era quella dell'accoglienza delle persone affette dal fuoco di sant'Antonio. L'afflusso di denaro proveniente dalla questua fece nascere forti contrasti tra il priorato e i Cavalieri Ospitalieri. I primi furono costretti così ad andarsene, ma portarono con sé la reliquia della testa di Sant'Antonio. A partire dal XV secolo, il priorato iniziò a sostenere di possedere la sacra reliquia, sottratta durante la fuga agli antoniani. La sacra reliquia venne solennemente riposta ad Arles nella chiesa di Saint-Julien, di loro proprietà. Nel 1517 il cardinale Luigi d'Aragona, nel corso di un suo viaggio per l'Europa, si recò sia a Saint-Antoine-l'Abbaye che a Montmajour e catalogò "osso per osso" le reliquie custodite in ciascuno dei due sepolcri rilevando la palese loro duplicazione e segnalando tutto al Papa, senza però risolvere l'impasse.
Le testimonianze più antiche identificano Jocelino come nipote di Guglielmo, colui che, parente di Carlo Magno, dopo essere stato al suo fianco in diverse battaglie, si era ritirato a vita monastica e aveva fondato il monastero di Gellone (oggi Saint-Guilhem-le-Désert).
Inoltre, se a partire dall'XI secolo incomincia a svilupparsi il culto taumaturgico nella città di Saint-Antoine-L'Abbaye, attorno alle spoglie di Antonio, nello stesso periodo si origina la tradizione che narra della presenza del corpo del santo all'interno dell'abbazia di Lézat (Lézat-sur-Lèze). Quindi i corpi di Antonio, in Occidente, diventano tre, e tali rimarranno fino al XVIII secolo.

## Iconografia

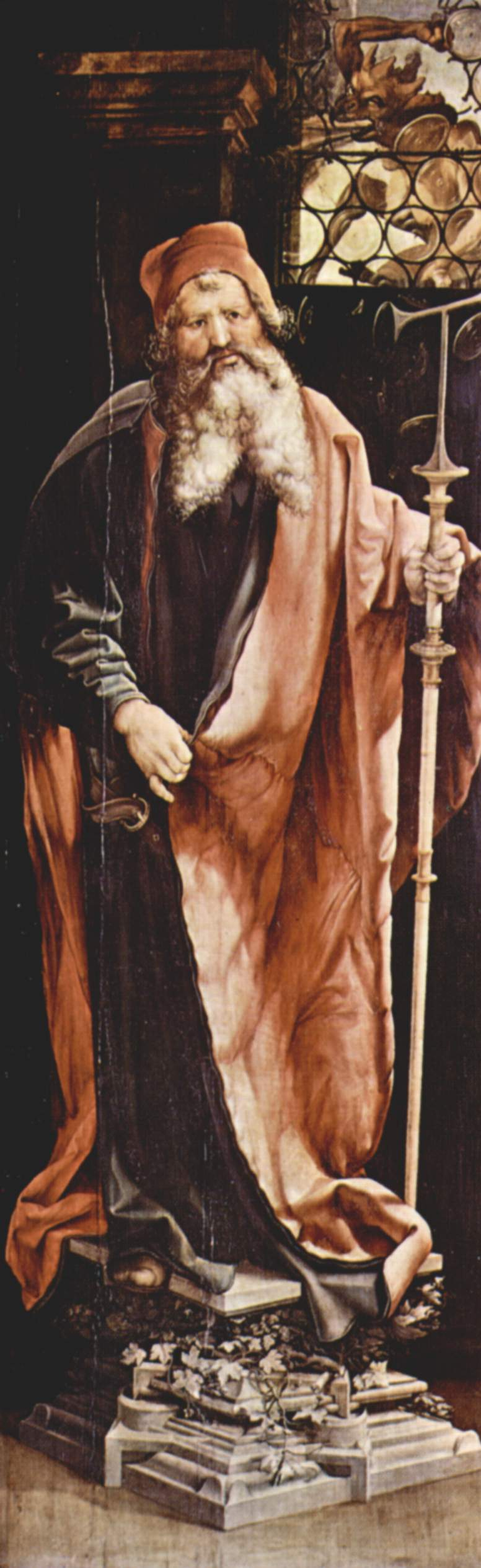
Matthias Grünewald, Altare di Issenheim per l'ospedale degli Antoniani

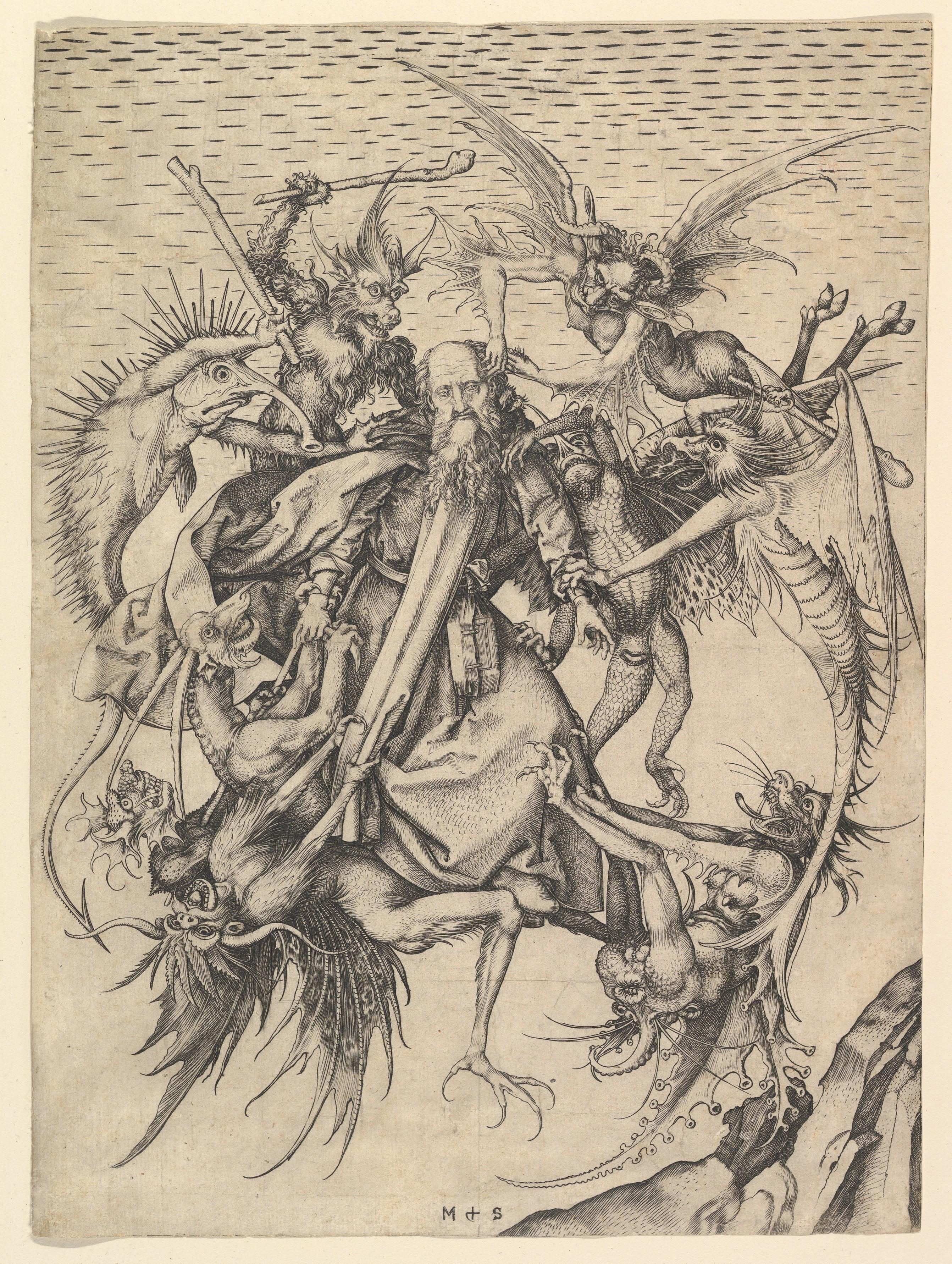
Le Tentazioni di Sant'Antonio incisione di Martin Schongauer, ca 1490.

La popolarità della vita del santo - esempio preclaro degli ideali della vita monastica - spiega il posto centrale che la sua raffigurazione ha costantemente avuto nell'arte sacra. Una delle più antiche immagini pervenutaci, risalente all'VIII secolo, è contenuta in un frammento di affresco proveniente dal monastero di Baouit (Egitto), fondato da sant'Apollo.
A causa della diffusissima venerazione, troviamo immagini del santo, solitamente raffigurato come un anziano monaco dalla lunga barba bianca, nei codici miniati, nei capitelli, nelle vetrate (come in quelle del coro della cattedrale di Chartres), nelle sculture lignee destinate agli altari e alle cappelle, negli affreschi, nelle tavole e nelle pale poste nei luoghi di culto. Con l'avvento della stampa la sua immagine comparve anche in molte incisioni che i devoti appendevano nelle loro case così come nelle loro stalle.
Nel periodo medievale, il culto di sant'Antonio fu reso popolare soprattutto per opera dell'ordine degli Ospedalieri Antoniani, che ne consacrarono altresì l'iconografia: essa ritrae il santo ormai avanti negli anni, mentre incede scuotendo un campanello (come facevano appunto gli Antoniani), in compagnia di un maiale (animale dal quale essi ricavavano il grasso per preparare emollienti da spalmare sulle piaghe). Il bastone da pellegrino termina spesso (come nel dipinto di Matthias Grünewald per l'altare di Issenheim) con una croce a forma di tau che gli Antoniani portavano cucita sul loro abito (thauma in greco antico significa stupore, meraviglia di fronte al prodigio). Tra gli insediamenti degli Ospedalieri è famoso quello di Issenheim (Alto Reno), mentre in Italia deve essere ricordata almeno la precettoria di Sant'Antonio in Ranverso (vicino a Torino) ove si conservano affreschi con le storie del santo dipinte da Giacomo Jaquerio (circa 1426).
Di fronte alla mole delle manifestazioni artistiche che hanno per oggetto la vita del santo, occorre limitarsi ad alcune citazioni.

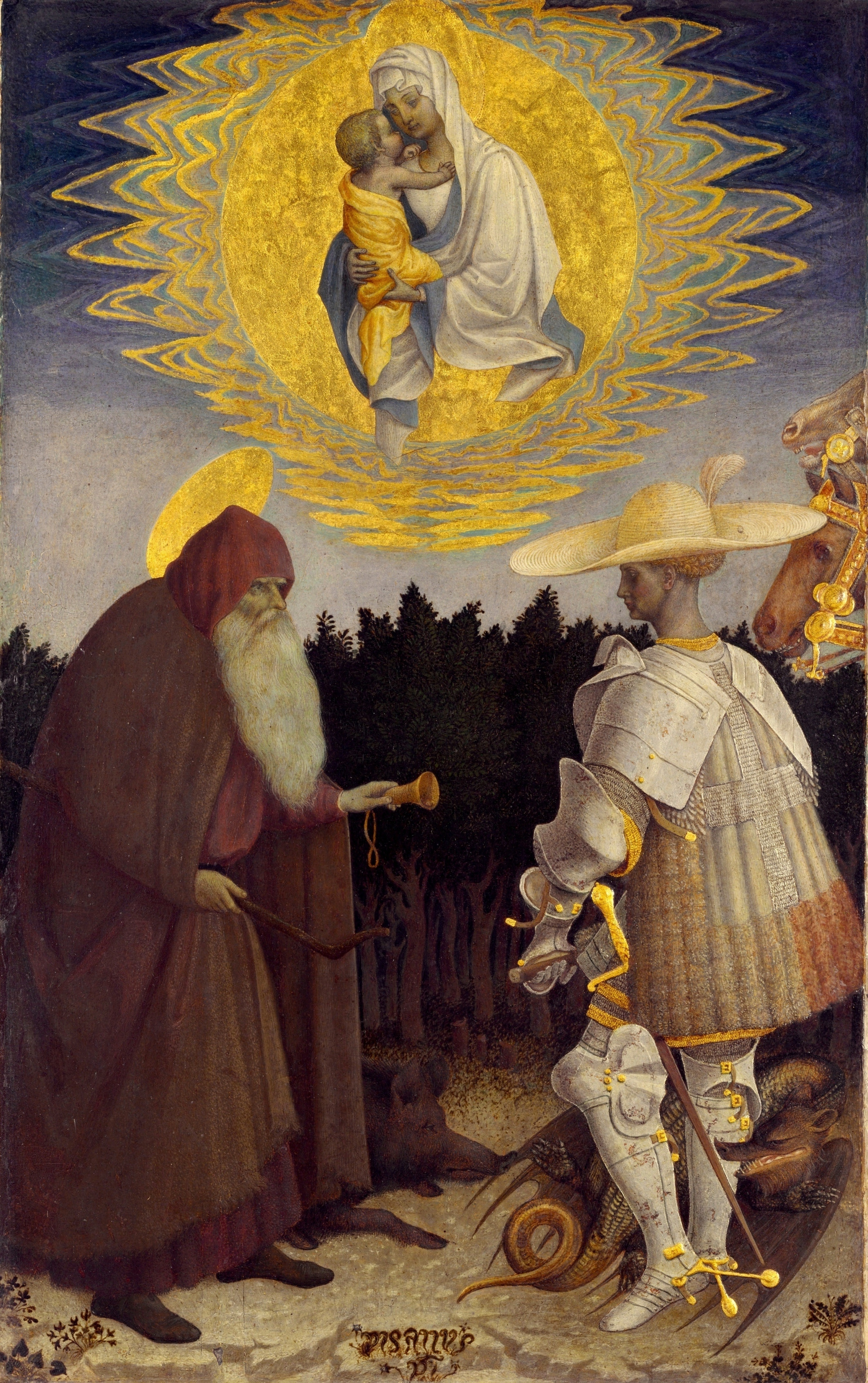
Madonna tra i santi Antonio Abate e Giorgio, Pisanello, 1445 circa. Tempera su tavola, 47 x 29 cm. National Gallery di Londra

In numerosi dipinti l'immagine di sant'Antonio è associata a quella di altri santi, in contemplazione spesso di una scena sacra. Ricordiamo ad esempio la suggestiva tavola del Pisanello (ca.1440-50) conservata alla National Gallery di Londra, che raffigura una visione della Madonna col Bambino che appare a un rude e barbuto sant'Antonio, con accanto un mansueto cinghiale accovacciato, e a un san Giorgio elegantemente vestito; e ancora la tavola con il nostro santo accovacciato assieme a san Nicola di Bari di fronte alla scena della Visitazione in una tavola di Piero di Cosimo (circa 1490) conservata alla National Gallery of Art di Washington.
Grande popolarità ebbero anche le scene d'incontro tra sant'Antonio e san Paolo eremita, narrate da san Girolamo. Nel camposanto di Pisa il pittore fiorentino Buonamico Buffalmacco affrescò (circa 1336) – con un linguaggio pittorico popolare e ironico alquanto dissacrante – scene di vita che hanno per protagonisti i due grandi eremiti ambientate nel paesaggio roccioso della Tebaide.
Il tema dell'incontro dei due santi eremiti venne ripreso innumerevoli volte: citiamo la tavola del Sassetta alla National Gallery of Art di Washington (circa 1440), la tela di Gerolamo Savoldo alla Gallerie dell'Accademia in Venezia (circa 1510) e quella di Diego Velázquez (circa 1635) al Museo del Prado. Inoltre lo spettacolare gruppo ligneo scolpito nel '700 dal genovese Anton Maria Maragliano conservato nell'oratorio di Sant'Antonio Abate a Mele (Genova).
Ma l'abate Antonio, per la storia dell'arte, è soprattutto il santo delle tentazioni demoniache: sia che esse assumano – in accordo con la Vita Antonii scritta da Atanasio di Alessandria – l'aspetto dell'oro, come avviene nella tavola del Beato Angelico (circa 1436) posta nel Museo delle Belle Arti di Houston, oppure l'aspetto delle lusinghe muliebri come avviene nella tavola centrale del celebre Trittico delle Tentazioni di Hieronymus Bosch al Museo nazionale dell'Arte antica di Lisbona, oppure ancora quello della lotta, contro inquietanti demoni, scena che fu popolarissima nel XVI e XVII secolo soprattutto nella pittura del Nord.
Tra le opere più conosciute a questo riguardo va menzionata la celebre tavola (ca 1515-20) di Matthias Grünewald che fa parte dell'altare di Issenheim conservato al Musée d'Unterlinden a Colmar. Essa è spesso citata assieme alla irriverente incisione (circa 1480-90) di Martin Schongauer al Metropolitan Museum of Art, New York.

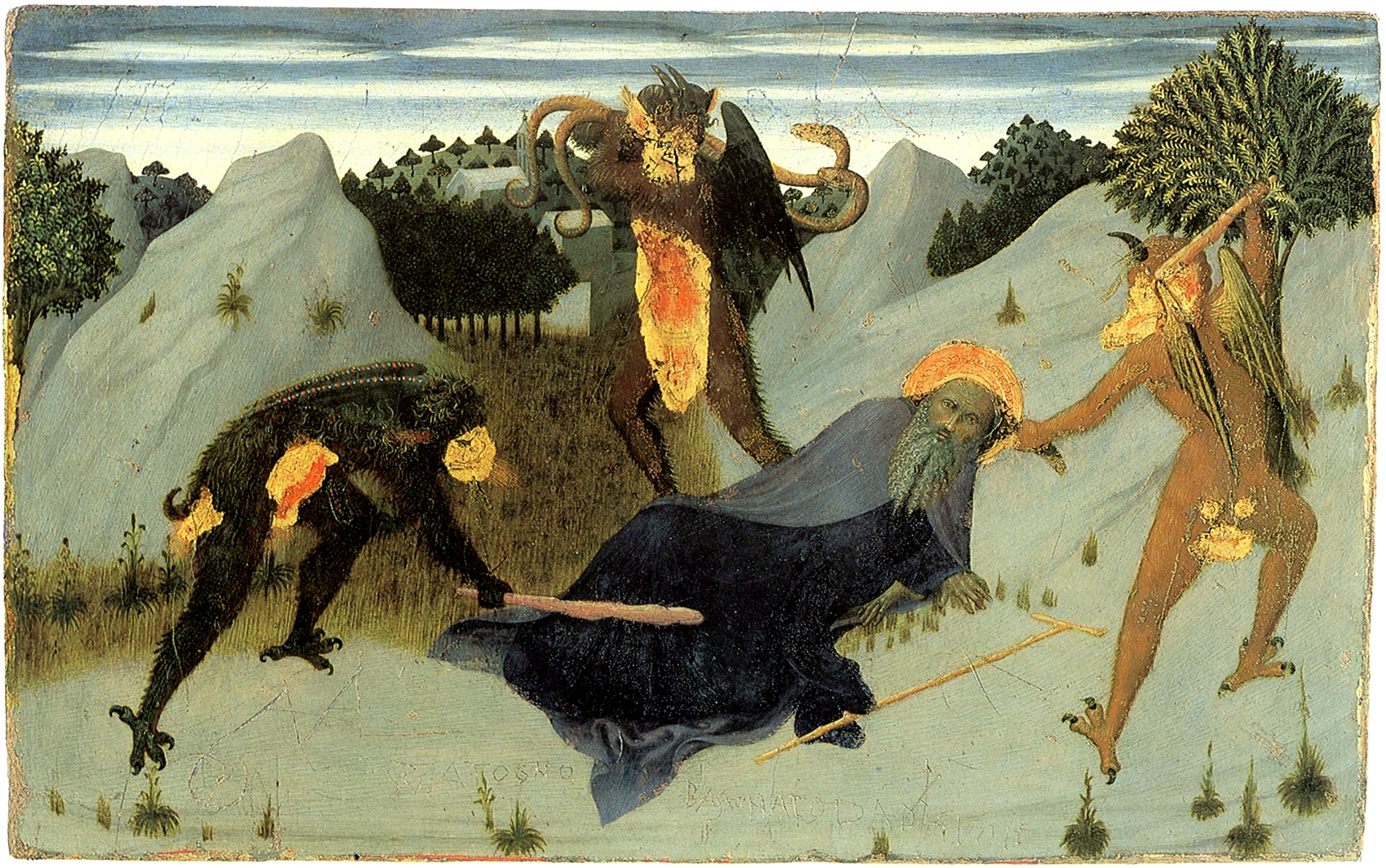
Sassetta
Sant'Antonio bastonato dai diavoli
Siena, Pinacoteca nazionale

Vanno poi ricordate anche le molteplici Tentazioni dipinte dai fiamminghi David Teniers il Giovane e da Jan Brueghel il Vecchio, con la raffigurazione di paesaggi popolati da presenze demoniache che congiurano contro il santo, mentre sullo sfondo ardono misteriosi incendi (richiamo evidente al fuoco di sant'Antonio); esse segnarono per molti anni un genere imitato da numerosi artisti minori. Molto particolare la versione che ne dà Salvator Rosa nel '600, soprattutto per l'aspetto atipico del demone.
Il tema delle Tentazioni di sant'Antonio riletto con una diversa sensibilità, si ritrova anche in non pochi pittori moderni. Ricordiamo innanzi tutto Paul Cézanne con la sua Tentazione (circa 1875) della Collezione "E. G. Bührle" (Svizzera); poi la serie di tre litografie eseguite (1888) da Odilon Redon per illustrare il romanzo La tentation de saint-Antoine di Gustave Flaubert.
Relativamente al XX secolo vanno menzionate le interpretazioni date a questo tema - con scoperta attenzione alla lezione psicoanalitica - da pittori quali Max Ernst e Salvador Dalí, entrambe eseguite nel 1946.

### Attributi iconografici

La lettera tau maiuscola e minuscola

- Croce a Τ (tau), spesso di colore rosso, sulle vesti o all'apice del bastone.
- Bastone (spesso a forma di tau, la lettera 't' dell'alfabeto greco), se raffigurato in abiti monacali, spesso con una campanella.
- Pastorale, se raffigurato in abiti da abate, talora con un campanello.[Nota 1]
- Maiale, ai piedi (talora altri animali, come il cinghiale).[Nota 2]
- Campanella, in mano o legata al bastone, talora più di una.
- Mitra, se raffigurato in abiti abbaziali, sulla testa, ai piedi o sorretta da angeli.
- Libro delle Sacre Scritture, in mano, generalmente aperto[Nota 3] (talvolta ai piedi o sostenuto da angeli).
- Fuoco, sul libro o ai piedi (richiama la protezione del santo sui malati del fuoco di sant'Antonio).
- Serpente, schiacciato dal piede.
- Corona del Rosario, in mano o pendente dal bastone.
- Aquila, ai piedi.

### Galleria d'immagini

Piero di Cosimo, Visitazione con san Nicola e sant'Antonio abate, 1490 circa, National Gallery of Art, Washington
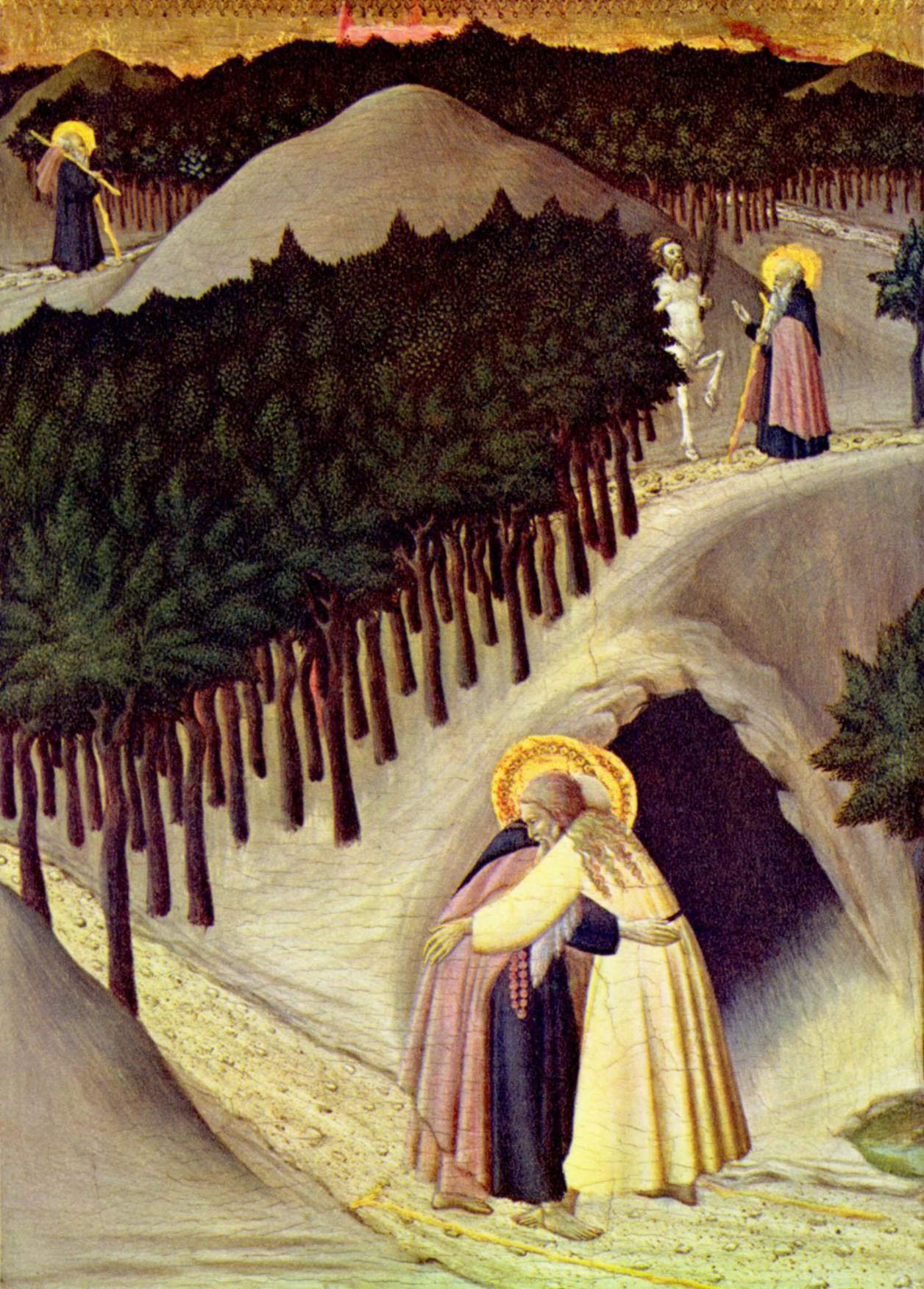
Sassetta, Sant'Antonio abate e san Paolo Eremita, 1440 circa, National Gallery of Art, Washington
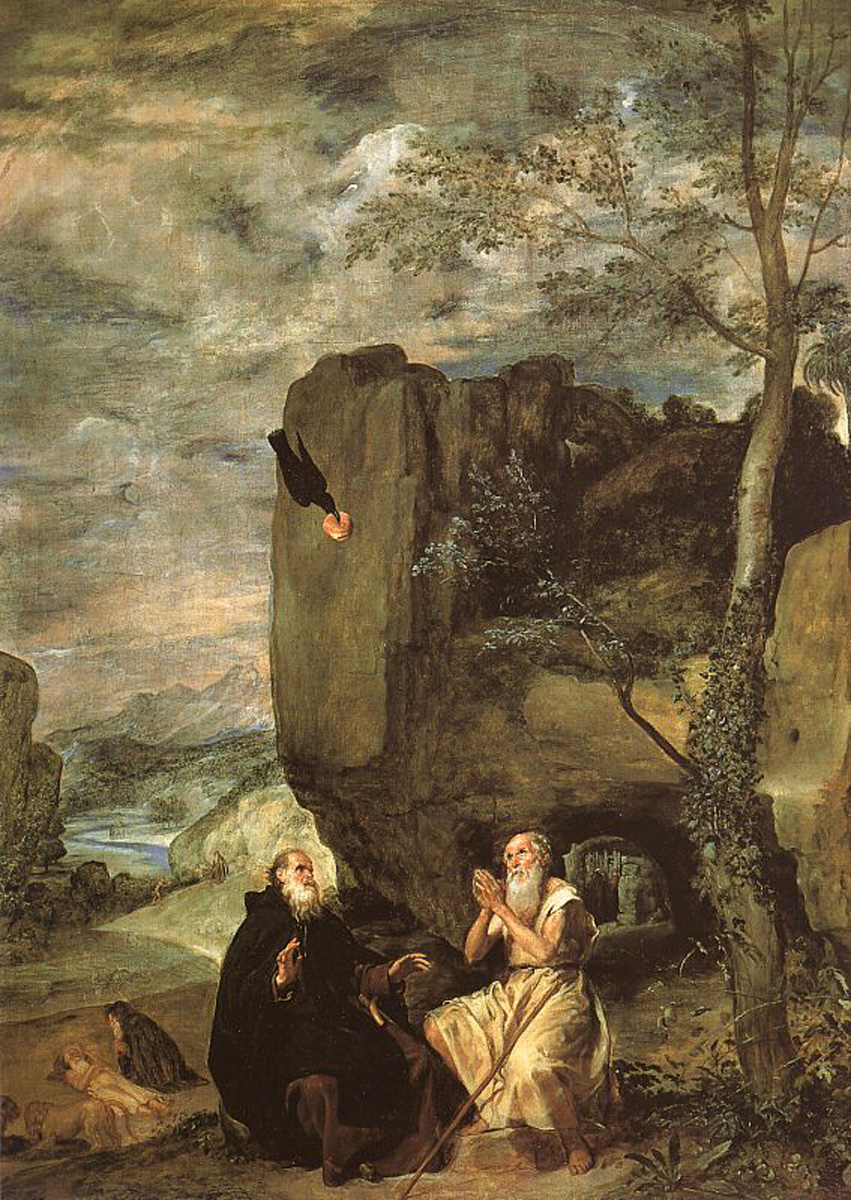
Diego Velázquez, Sant'Antonio abate e san Paolo Eremita, 1635 circa, Museo del Prado, Madrid
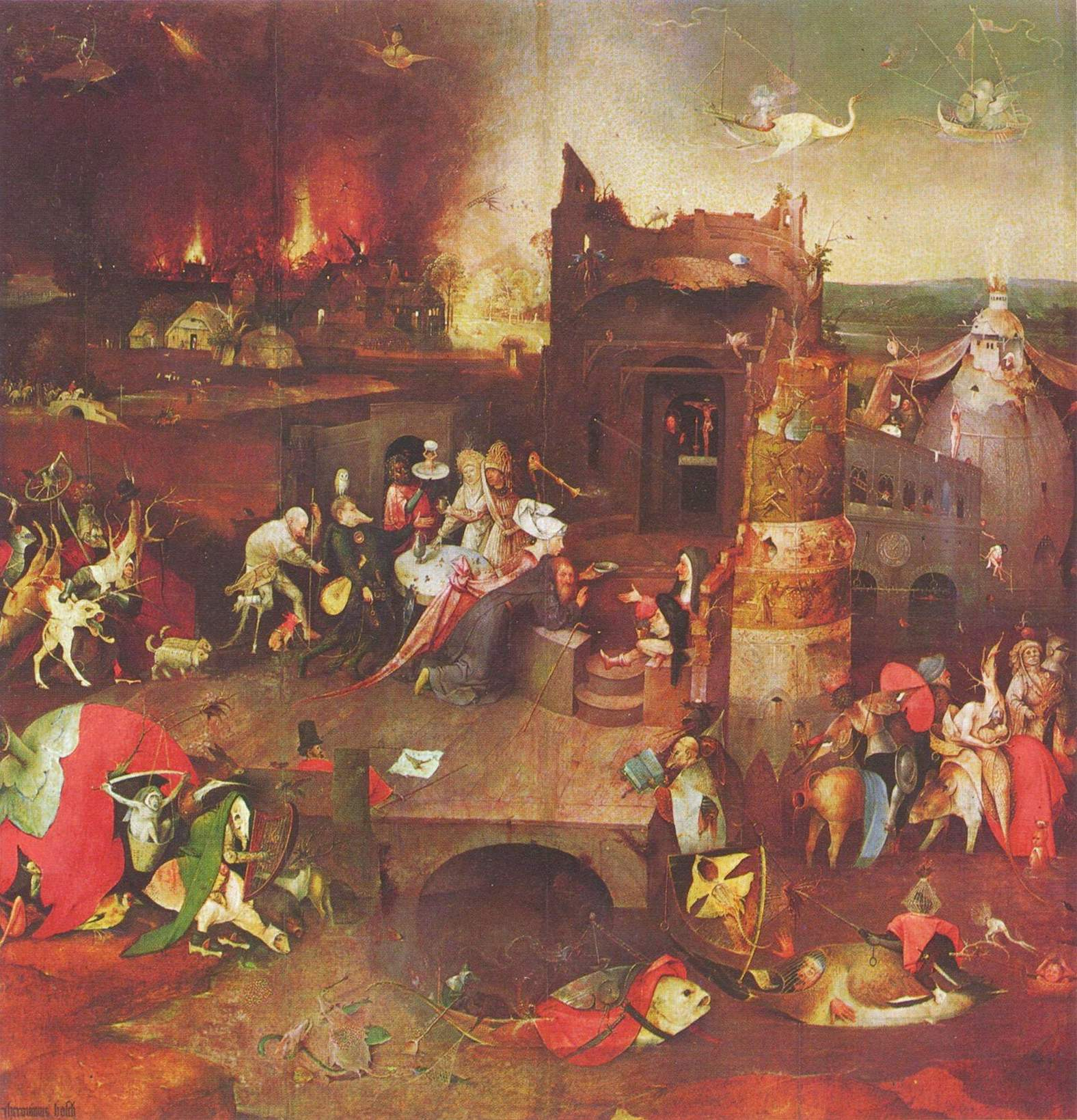
Hieronymus Bosch, Tentazioni di sant'Antonio, 1505 circa, Museu Nacional de Arte Antiga, Lisbona
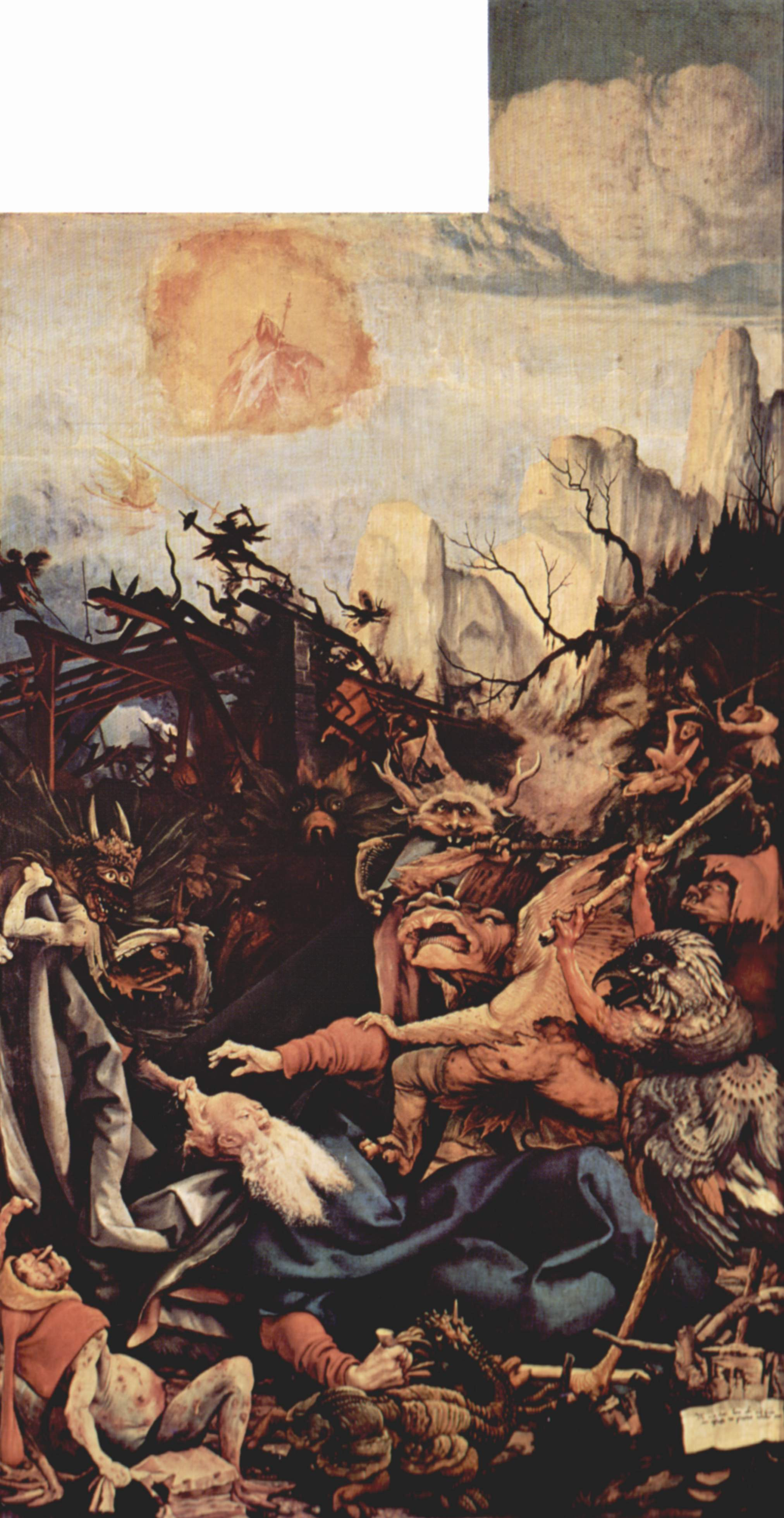
Matthias Grünewald, Tentazioni di sant'Antonio, 1515-20 circa, Musée d'Unterlinden, Colmar
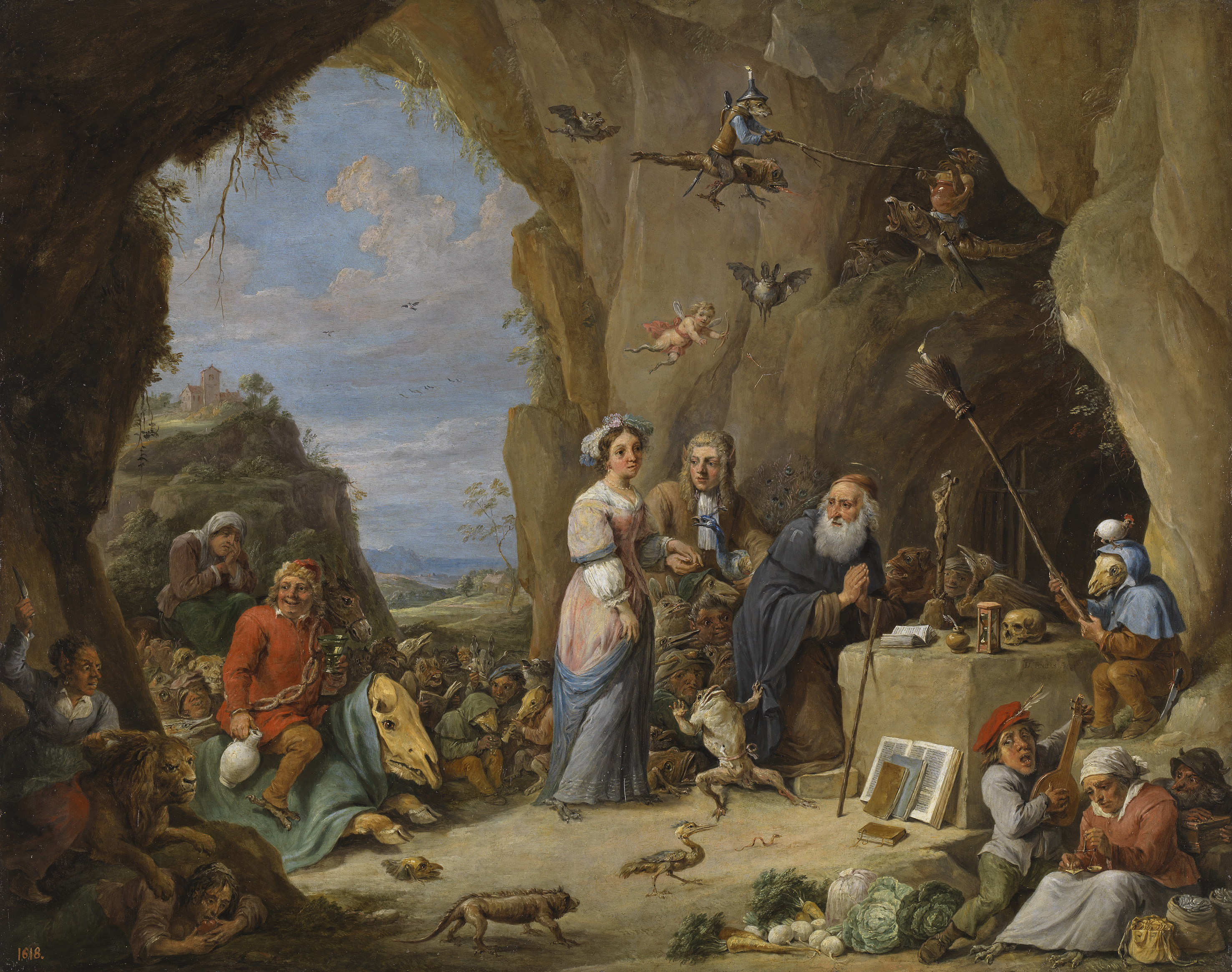
David Teniers il Giovane, Tentazioni di sant'Antonio, Museo del Prado, Madrid
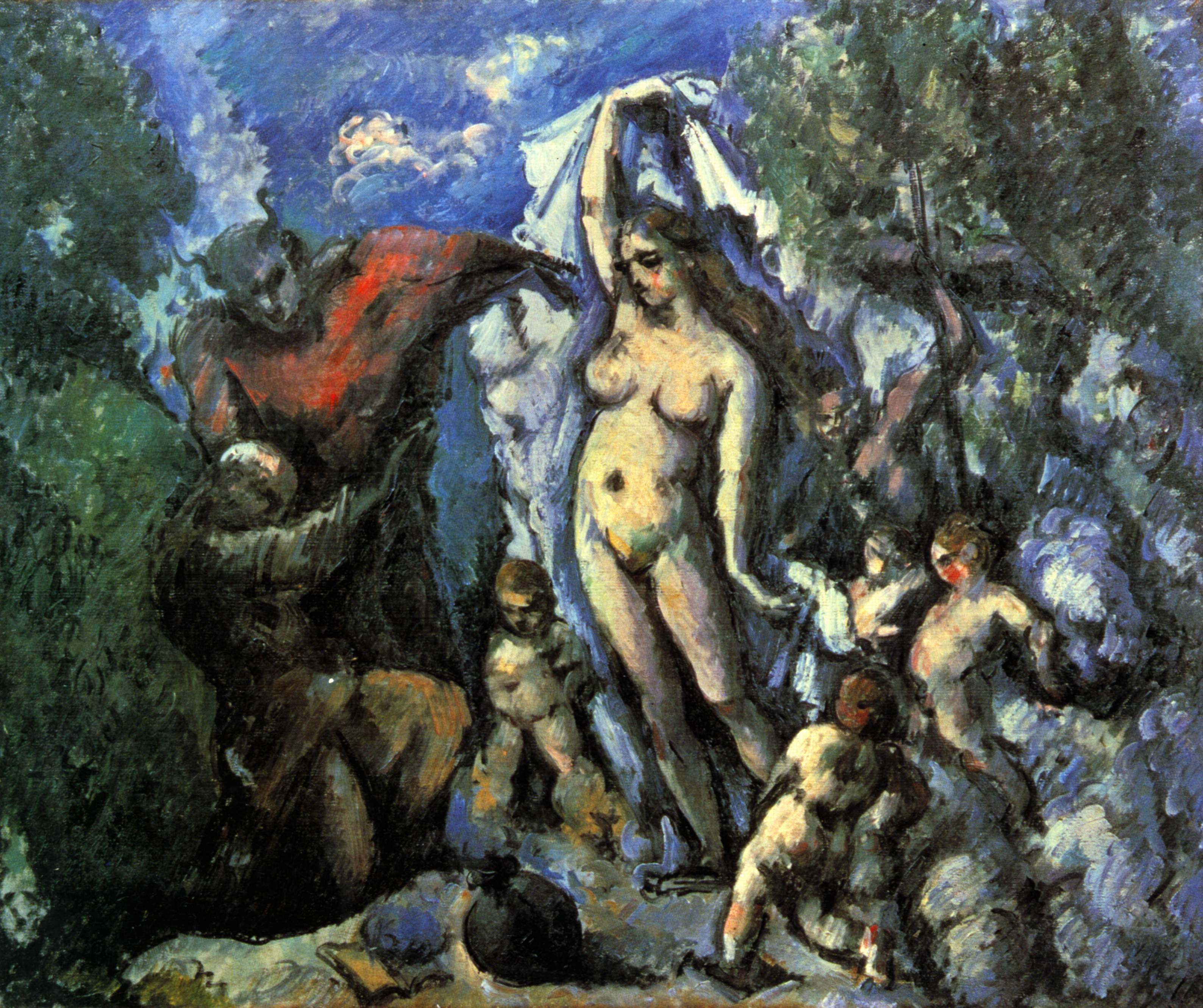
Paul Cézanne, Tentazioni di sant'Antonio, 1875 circa, E. G. Bührle Collection (Svizzera)
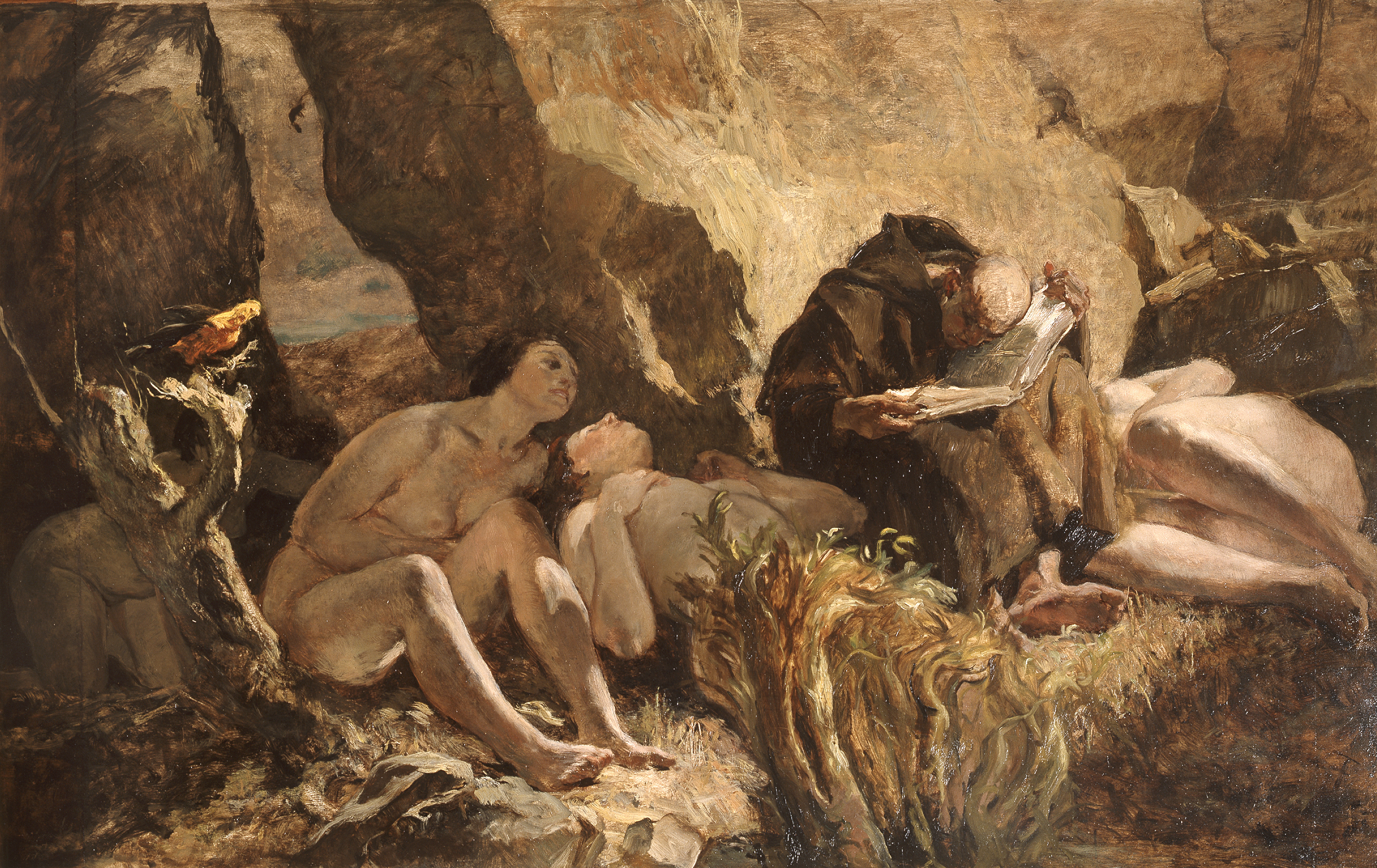
Giuseppe Graziosi, Le tentazioni di sant'Antonio, 1930 circa, Modena, Gipsoteca "Giuseppe Graziosi"

## Culto

### Patronati

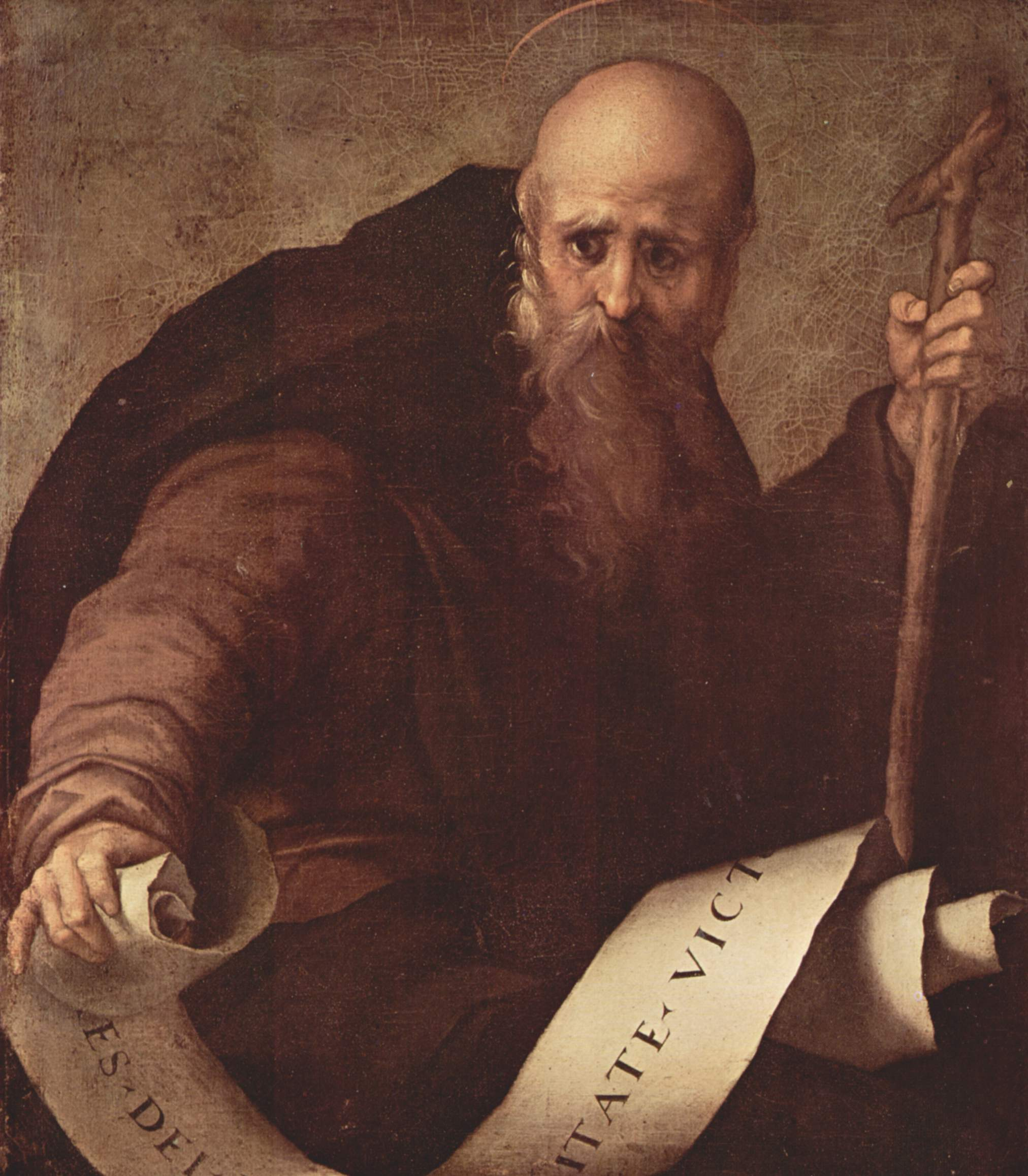
Sant'Antonio abate di Pontormo

Sant'Antonio fu presto invocato in Occidente come patrono dei macellai e salumai, dei contadini e degli allevatori e come protettore degli animali domestici; fu reputato essere potente taumaturgo capace di guarire malattie terribili.

### Gli animali domestici
Sant'Antonio è considerato anche il protettore degli animali domestici, tanto da essere solitamente raffigurato con accanto un maiale che reca al collo una campanella. Il 17 gennaio tradizionalmente la Chiesa benedice gli animali e le stalle ponendoli sotto la protezione del santo.
La tradizione di benedire gli animali (in particolare i maiali) non è legata direttamente a sant'Antonio: nasce nel Medioevo in terra tedesca, quando era consuetudine che ogni villaggio allevasse un maiale da destinare all'ospedale, dove prestavano servizio i monaci di sant'Antonio.
A partire dall'XI secolo gli abitanti delle città si lamentavano della presenza di maiali che pascolavano liberamente nelle vie e i Comuni s'incaricarono allora di vietarne la circolazione, ma fatta sempre salva l'integrità fisica dei suini «di proprietà degli Antoniani, che ne ricavavano cibo per i malati (si capirà poi che per guarire bastava mangiare carne anziché segale), balsami per le piaghe, nonché sostentamento economico. Maiali, dunque, che via via acquisirono un'aura di sacralità e guai a chi dovesse rubarne uno, perché Antonio si sarebbe vendicato colpendolo con la malattia, anziché guarirla.».
Secondo una leggenda del Veneto (dove viene chiamato San Bovo o San Bò, da non confondere con l'omonimo santo) e dell'Emilia, la notte del 17 gennaio gli animali acquisiscono la facoltà di parlare. Durante questo evento i contadini si tenevano lontani dalle stalle, perché udire gli animali conversare era segno di cattivo auspicio e si racconta di un contadino che, preso dalla curiosità di sentire le mucche parlare, morì per la paura.

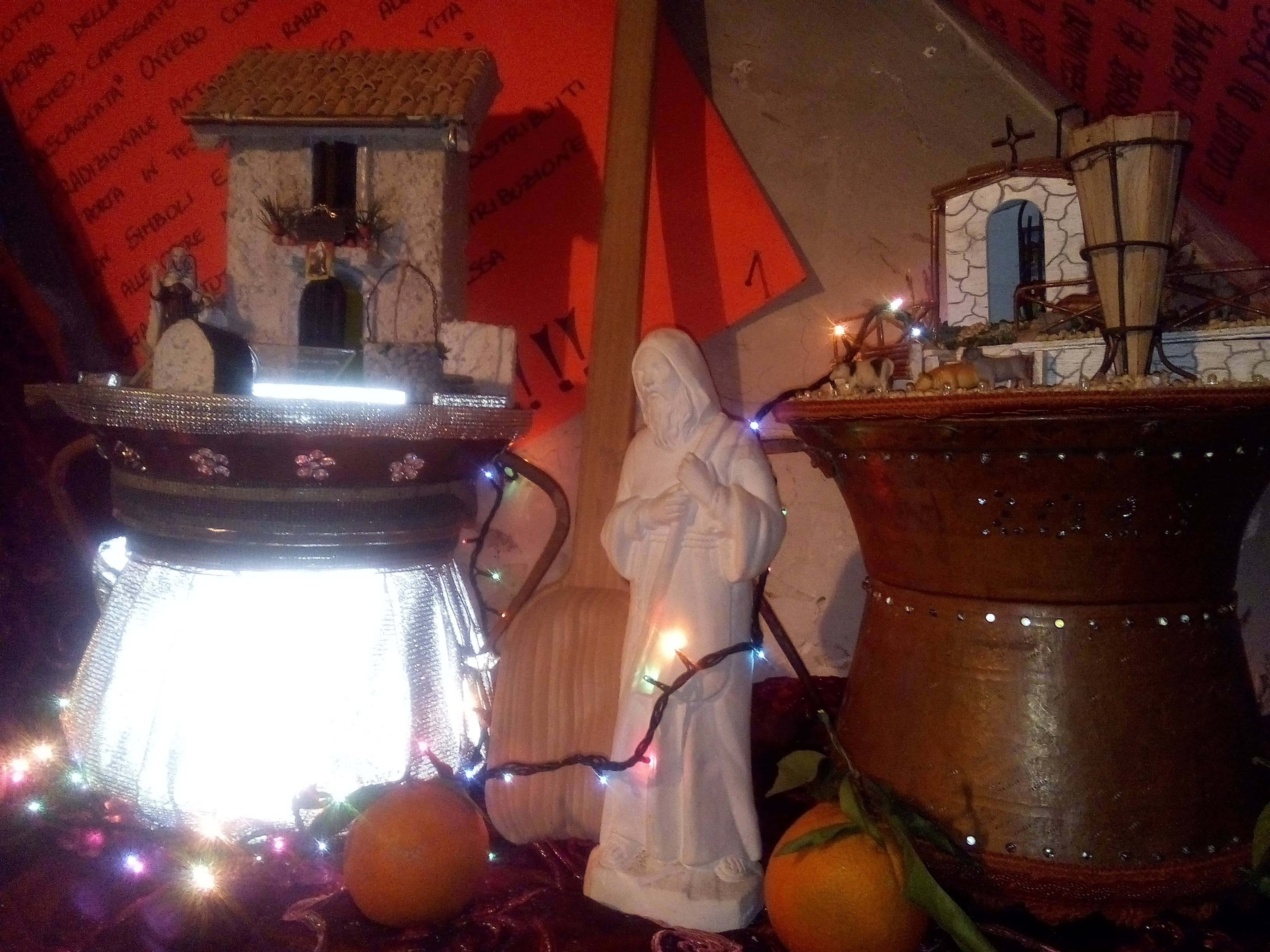
Le conche rescagnate di Collelongo

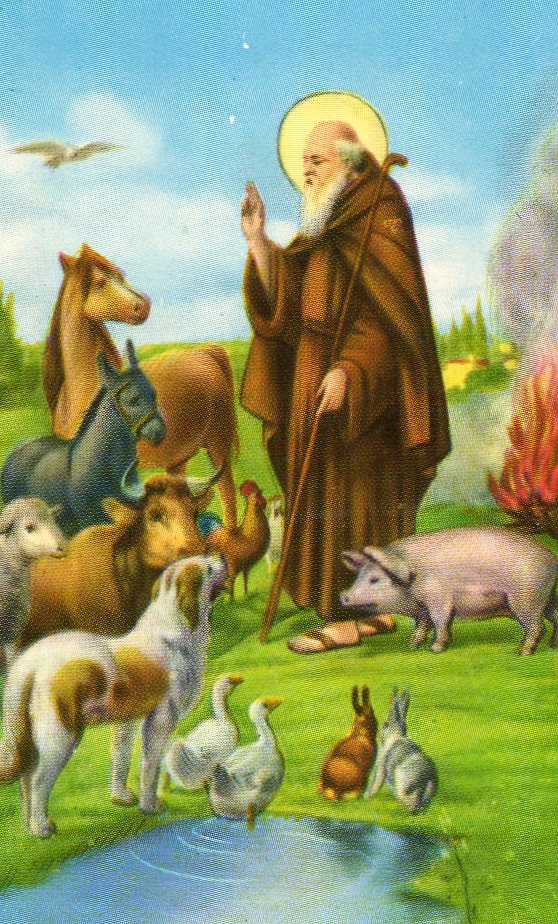
Sant'Antonio Abate con gli animali, in una immagine devozionale

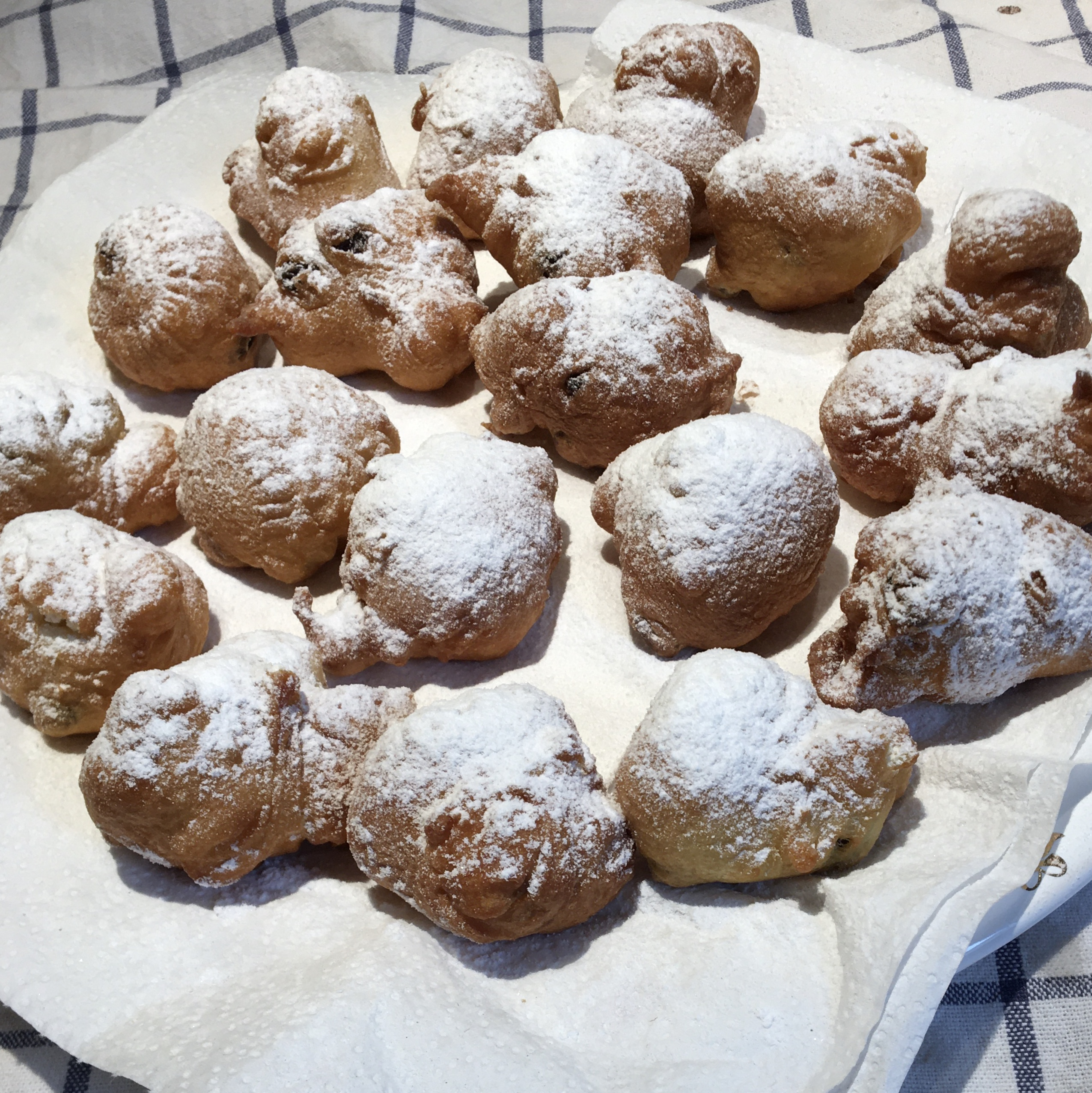
Tortelli di Sant'Antonio

### Proverbi e modi di dire
Esiste, riferita a sant'Antonio, una sorta di giaculatoria scaramantica, abbastanza diffusa a livello popolare, nella quale si invoca il santo per ritrovare qualcosa che si è smarrito.
Questo modo di dire si trova nei luoghi dove c'è tradizionalmente maggiore devozione al santo, e si declina in modi differenti secondo i dialetti e secondo la tradizione.
Uno dei modi più strutturati si trova nel comune di Teora, in Irpinia e dice: Sant'Antonij Abbat' cu rr' ccauz' arrup'zzat' cu lu cauzon' dd' vullut' famm' truvà quedd' ch' agg' perdut', traducibile letteralmente in italiano come "Sant'Antonio Abate, con le calze rappezzate, con i pantaloni di velluto, fammi ritrovare ciò che ho perduto". In questa cittadina si tiene annualmente il "falò di Sant'Antuono" presso la chiesa di san Vito ove alloggia la statua di sant'Antonio abate.
Il riferimento all'abito di velluto diventa più generico, sempre al sud, nel detto "Sant'Antonio di velluto, fammi ritrovare quello che ho perduto".
A Varese, in Lombardia, la festività di sant'Antonio abate - qui detto sant'Antonio del porcello - è molto sentita; qui il detto si declina in Sant'Antoni dala barba bianca famm' truà che'l che ma manca, sant'Antoni du'l purscel famm' truà propri che'l (ossia "sant'Antonio dalla barba bianca fammi trovare quello che mi manca, sant'Antonio del porcello (maiale) fammi trovare proprio quello").
Più in generale, al nord l'espressione si limita a sant'Antoni dala barba bianca fam trua quel ca ma manca. Questo detto viene a volte riferito a sant'Antonio da Padova, ma il riferimento è chiaramente erroneo, dato che il santo di Padova è morto a 36 anni e difficilmente può aver avuto la barba bianca, né sembra sia mai stato rappresentato con la barba bianca.
In "serrano", dialetto parlato nella cittadina di Serracapriola, in provincia di Foggia, si dice A sènt'Endòn 'llong n'or (A sant'Antonio s'allunga un'ora), con riferimento al fatto che a partire dal 17 gennaio, memoria liturgica di Sant'Antonio Abate, la durata media del giorno, inteso come ore di luce, è di un'ora più lunga rispetto al giorno più corto, tradizionalmente fissato nel giorno di santa Lucia, ossia il 13 dicembre.
Ad Anzano di Puglia, in provincia di Foggia, si dice A sant'Antuon lu juorn è buon, con riferimento al fatto che la lunghezza del giorno in termini di presenza della luce è diventata consistente.
In Piemonte è invece diffusa l'espressione sant Antòni pien ëd virtù feme trové lòn ch'i l'hai perdu (ossia "sant'Antonio pieno di virtù fammi trovare quel che ho perso"), anche se in questo caso il detto non è chiaramente riferito all'uno piuttosto che all'altro santo.
In provincia di Bologna c'è l'invocazione Sant Antòni dal canpanén, an i é pan es an i é vén, an i é laggna int al granèr, la piṡån l’é da paghèr, Sant Antòni cum avaggna da fèr? (Sant'Antonio dal campanino, non c'è pane e non c'è vino, non c'è legna nel solaio, l'affitto è da pagare, Sant'Antonio come dobbiamo fare?).
Nel già citato Comune di Teora si usa dire Chi bbuon' carnuval' vol' fà da sant'Antuon' adda accum'enzà, (Chi buon carnevale vuole fare da sant'Antonio deve iniziare) e Sant'Antuon... masc'ch're e suon (ovvero "Sant'Antonio..... maschere e suoni"). Si dice anche "Per sant'Antonio abate, maschere e serenate".
Anche a Manfredonia, in Puglia, il 17 gennaio si festeggia Sant'Andunje, masckere e sune!(ovvero "Sant'Antonio, maschere e suoni"). È un evento molto importante per la città, infatti è la giornata che apre i festeggiamenti del Carnevale di Manfredonia.
In Veneto vige il detto a Nadal un passo de gal e a sant'Antonio un passo del demonio, riferendosi al progressivo allungamento delle giornate.
Nella tradizione contadina "umbro-marchigiana", sempre in riferimento all'allungarsi delle giornate, si usa dire a Natale 'na pedeca de cane a sant'Antò un'ora 'vò ("a Natale un passo di cane a sant'Antonio un'ora in avanti").
In Piemonte si dice: sant'Antoni fam marié che a son stufa d'tribilé (Sant'Antonio fammi sposare che sono stufa di tribolare), invocazione che le donne in cerca di marito fanno a sant'Antonio per potersi presto sposare.
In Napoletano si usa: Chi festeggia sant'Antuono, tutto l'anno 'o pass' bbuon. A Massaquano una simpatica filastrocca viene ripetuta in occasione della caduta dei denti da latte: Sant'Antuono Sant'Antuono, tecchet'o viecchio e damm'o nuov e dammell fort fort che me rosec n'o vescuott, e dammell accossì fort ca meggia rosecà n'o stant e port ( Sant'Antonio Sant'Antonio eccoti il vecchio - riferito al dente da latte che è caduto - dammi il nuovo. Dammelo forte forte da potermi rosicchiare un "biscutto" - pane fatto in casa molto duro - dammelo così forte da potermi rosicchiare l'architrave della porta).
A San Polo dei Cavalieri si dice:
Sant'Antogno allu desertu se magnea li maccarù,
lu diavulu, pe' despettu, glji 'sse pià lu forchettò.
… Sant'Antogno non se 'ncagna:
colle mani se li magna!!! (Sant'Antonio nel deserto mangiava gli spaghetti, il diavolo per dispetto gli sottrasse la forchetta, sant'Antonio non se ne curò, mangiandoseli con le mani.); è una filastrocca che viene insegnata ai bambini del paese per far capire loro che la necessità aguzza l'ingegno e che con l'umiltà si può fare tutto.
A Montorio Romano si dice ~Sant’Antoniu ca barba bianca o neve o fanga~ ( Sant’Antonio con la barba bianca o neve o fanga)

## L'Ordine degli Antoniani
Nel 1088 i monaci benedettini dell'Abbazia di Montmajour presso Arles (Provenza), vennero incaricati dell'assistenza religiosa dei pellegrini. Un nobile, un certo Gaston de Valloire, dopo la guarigione del figlio dal "fuoco di Sant'Antonio", decise di costruire un hospitium e di fondare una confraternita per l'assistenza dei pellegrini e dei malati. Confraternita che si trasformò nell'"Ordine Ospedaliero dei canonici regolari di Sant'Agostino di Sant'Antonio Abate", detto comunemente degli Antoniani.
L'Ordine nel 1095 venne approvato da papa Urbano II al Concilio di Clermont e nel 1218 confermato con bolla papale di Onorio III. La divisa degli Antoniani era formata da una cappa nera con una tau azzurra posta sulla sinistra, e con le loro questue mantenevano i loro ospedali dove curavano i pellegrini e gli ammalati.

## Devozione popolare

### Rappresentazioni sacre
Alla devozione popolare del santo sono associate benedizioni agli animali domestici, nonché ai prodotti dell'agricoltura e la sacra rappresentazione della sua vita, soprattutto nell'Italia centrale. La narrazione, con varianti territoriali, si svolge su questo schema: la scelta dell'eremitaggio nel deserto, la tentazione da parte dei diavoli, rossi e neri, e della donzella, interpretata da un uomo come nel teatro elisabettiano e un particolare elemento buffo. Infine l'arrivo risolutore dell'angelo dal caratteristico cappello conico, tipico delle figure con contatti soprannaturali come fate e maghi.
Nel finale, attraverso la spada, elemento simbolico mutuato dalla devozione all'Arcangelo Michele, l'angelo aiuta il Santo a sconfiggere il male e a tornare alla sua vita di preghiera. Sempre presente al termine della rappresentazione la questua, richiesta di "offerte" in vino e salsicce per i figuranti.
Esistono numerose versioni nei dialetti locali e una versione in forma di operetta dei primi anni del Novecento.

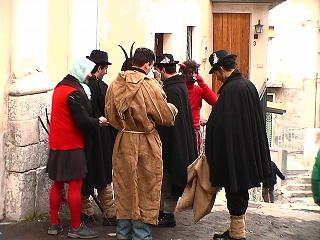
Preparativi per la rappresentazione della vita di Sant'Antonio

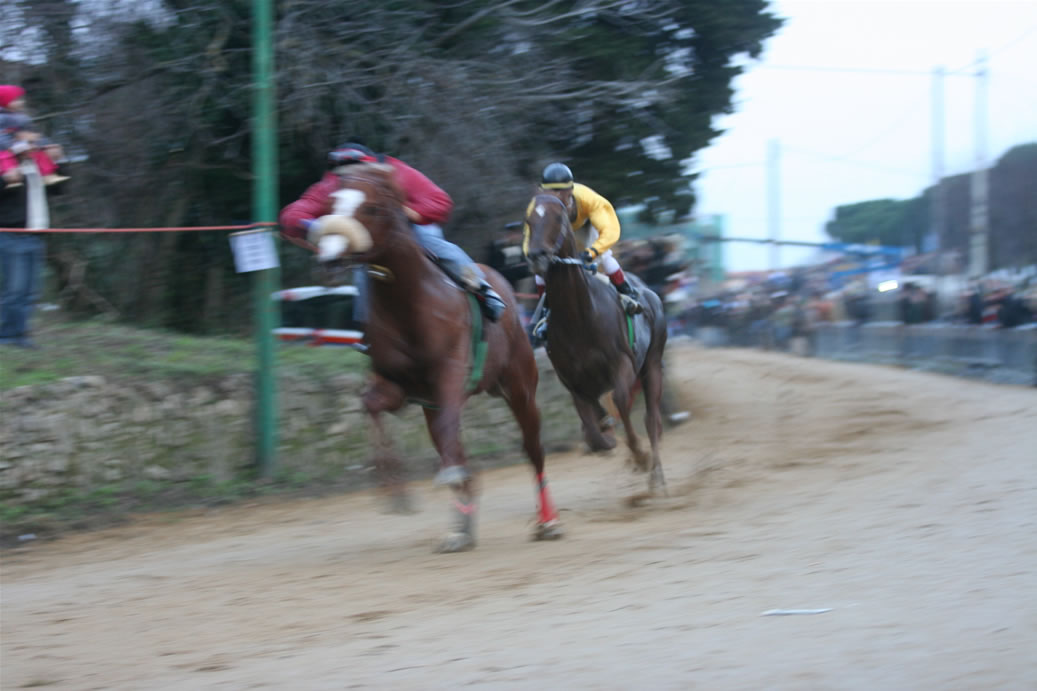
Un'immagine della corsa del Palio di Buti in onore di Sant Antonio Abate.

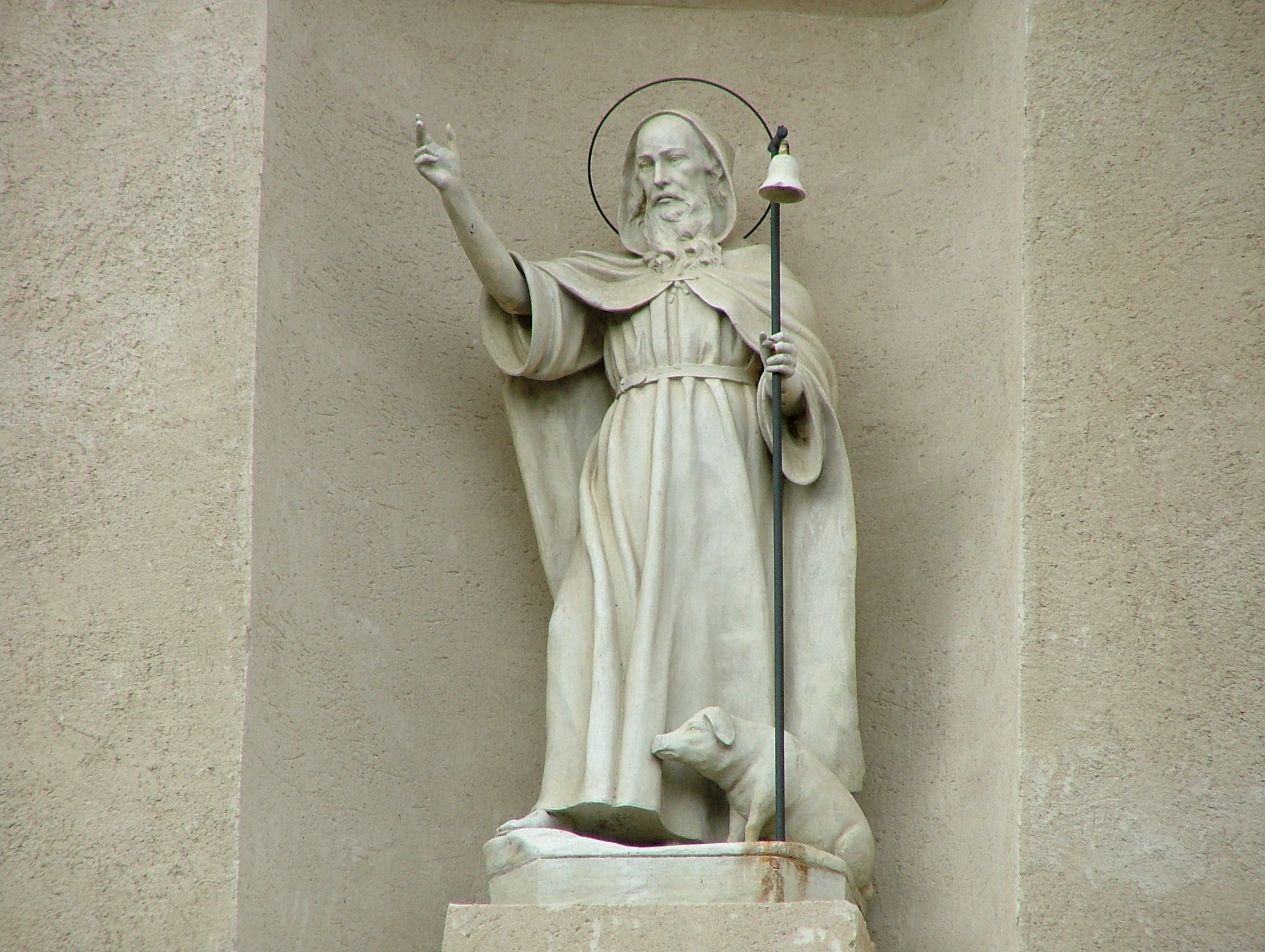
Statua di S. Antonio abate collocata sull'omonima chiesa tricaricese.

### Riferimenti
1. ↑  Mt  Mt 19,21, su laparola.net.
2. ↑  Melchiorre Trigilia, Ilarione: Il Santo vissuto a Cava d'Ispica, Trigilia Cultura 1982, p.11
3. ↑   "Sant'Antonio Abate nella tradizione ortodossa", su Tusciaweb.eu, 17 gennaio 2020. URL consultato il 30 maggio 2024.
4. ↑   André Chastel, Luigi d'Aragona. Un cardinale del Rinascimento in viaggio per l'Europa, Laterza.
5. ↑  A. Foscati, I tre corpi del santo. Le leggende di traslazione delle spoglie di sant'Antonio Abate in Occidente, Hagiographica, XX (2013), pp. 143-181.
6. ↑   M. C. Carratù, Recensione del libro "Dall'eremo alla stalla. Storia di sant'Antonio Abate e del suo culto" di Laura Fenelli (Laterza, 2011), in La Repubblica, 28 giugno 2011. URL consultato il 4 febbraio 2016.
7. ↑   Sant'Antonio da Padova: Storia e Ostensione del Santo, su apadova.info. URL consultato il 17 gennaio 2013 (archiviato dall'url originale il 3 novembre 2012).